# (4275) Bogustafson
(4275) Bogustafson ist ein Hauptgürtelasteroid, der am 1. März 1981 von Schelte John Bus vom Siding-Spring-Observatorium aus entdeckt wurde.
Der Asteroid wurde nach dem Astrophysiker Bo Å. S. Gustafson benannt.